# 李文烈
李 文烈（イ・ムニョル、1948年5月18日 - ）は、韓国の小説家。知的かつ観念的実存に対する苦悩が目立つ李の作品は1980年代当時の若者に支持され、広く読まれた。韓国を代表する作家の一人である。

## 略歴
1948年5月18日、ソウル市鍾路区清雲洞に生まれる。1950年の朝鮮戦争勃発のときに父が北朝鮮に行った後、残された家族は慶尚北道で生活をする。高校を中退したが、1968年に高校入学検定試験に合格してソウル大国語科に進学した。大学のときは作家を夢見て文学サークル活動もしたが、越北した父のせいで頻繁に刑事からの調査を受けたり、学費を稼ぐためのアルバイトもできない状況になり、大学を途中でやめる。1973年の結婚と同時に兵役義務のため軍隊に入る。
1977年、『大邱毎日新聞』の新春文芸に『나자레를 아십니까 (ナザレを知っていますか)』が当選、文壇デビューを果たす。1979年に2作目『새하곡(塞下曲)』が『東亜日報』新春文芸に当選し、文人としての地位を固めていく。1979年には中篇『사람의 아들(ひとの子)』を発表、1980年から1981年にかけては、『하구』、『우리 기쁜 젊은 날』、『그해 겨울』からなる『젊은 날의 초상(若き日の肖像)』3部作を、1983年には『레테의 연가』を発表した。初期の作品は知的かつ観念的実存に対する苦悶とともに、愛に関するロマンチックな苦悩が目立つ作品が多く、当時の若い読者からの熱狂的な支持を得た。
また、『들소』、『필론의 돼지』 、『우리들의 일그러진 영웅(我らの歪んだ英雄)』、『영웅시대』、『황제를 위하여(皇帝のために)』のような小説では権力と政治、歴史問題もテーマとしてあげ、不条理な社会現実や愚かな大衆に影響される社会主義と民主主義政治体制を批判している。一方、1950年代後半から1972年までを背景にした12巻の大河小説『변경』や、『三国志』などの東洋古典を現代的に再解釈して翻訳した本も人気を得た。
1985年からは京畿道利川に｢負岳文院｣という書院を開いて後輩の育成にも努めている。
理念的偏向性とストレートな政治関連発言で批判を受けたこともある。
作品は15以上の言語に翻訳され、20以上の国で紹介されている。

## 年譜
- 1948年5月18日、ソウル市鍾路区清雲洞に生まれる。
- 1964年、安東高等学校に入学。
- 1965年、安東高等学校を中退。
- 1968年、ソウル大学校国語教育学科に入学。
- 1970年、ソウル大学校を中退。
- 1973年、結婚する。
- 1977年、文壇デビュー。
- 1979年、第3回今日の作家賞を受賞。
- 1982年、第15回東仁文学賞を受賞。
- 1983年、大韓民国文学賞を受賞。
- 1984年、中央文化大賞を受賞。
- 1987年、第11回李箱文学賞を受賞。
- 1992年、第37回現代文学賞を受賞。
- 1992年、第24回大韓民国文化芸術賞を受賞。
- 1992年、フランス文化芸術功労勲章叙勲。
- 1993年8月～、『季刊想像』諮問委員を務める。
- 1994年9月～、世宗大学校国語国文学科の教授を務める。(～1997年6月)
- 1998年、第2回21世紀文学賞を受賞。
- 1999年、湖巌賞芸術部門を受賞。
- 2003年12月、ハンナラ党公選審査委員会の委員を務める。
- 2009年、第54回大韓民国芸術院賞受賞。
- 2012年、東理文学賞受賞。

## 主要作品
- 1979年、새하곡(塞下曲)、사람의 아들(ひとの子)、들소(野牛)、사라진 것들을 위하여(消え去ることのために)
- 1980年、그해 겨울(あの冬)、그대 다시는 고향에 가지 못하리(あなたは二度と故郷には戻れぬ)
- 1981年、어둠의 그늘(暗闇の影)、젊은 날의 초상(若き日の肖像)
- 1982年、황제를 위하여(皇帝のために)、그 찬란한 여명(あの燦爛な黎明)
- 1983年、금시조(金翅鳥)、레테의 연가(レーテーの恋歌)
- 1984年、영웅시대(英雄時代)、미로일지(迷路日誌)、달팽이의 외출(カタツムリの外出)
- 1985年、칼레파 타 칼라(Kalepa ta cala)
- 1987年、서늘한 여름(涼しい夏)
- 1987年、우리들의 일그러진 영웅(我らの歪んだ英雄)
- 1988年、추락하는 것은 날개가 있다(墜落するのは羽がある)、익명의 섬(匿名の島)
- 1989年、필론의 돼지(ピロンの豚)
- 1989年、우리가 행복해지기까지(私たちが幸せになるまで)
- 1990年、삼국지(三国志)
- 1991年、수호지(水湖志)
- 1991年、시인(詩人)
- 1991年、사색(思索)
- 1992年、시대와의 불화(時代との不和)
- 1994年、변경(辺境)
- 1994年、아우와의 만남(弟との出会い)
- 1995年、여우사냥(狐狩り)
- 1995年、선택(選択)
- 2000年、아가:희미한 옛 사랑의 그림자(雅歌)
- 2006年、호모 엑세쿠탄스(Homo Executans)
- 2010年、불멸(不滅)
- 2011年、리투아니아여인(リトアニア女)

## 日本語で読める作品
- 藤本敏和訳『我らの歪んだ英雄』情報センター出版局、1992年 ISBN 4795812225 / ISBN 978-4795812222
- 根本理恵, 長谷川由紀子訳『若き日の肖像』『韓国の現代文学 2』柏書房、1992年 ISBN 4760107878 / ISBN 978-4760107872
- 安宇植訳『ひとの子－神に挑む者』集英社、1996年 ISBN 4087732479 / ISBN 978-4087732474
- 安宇植訳『皇帝のために』講談社、1999年　ISBN 4062094592 / ISBN 978-4062094597